# Alexander Lenard

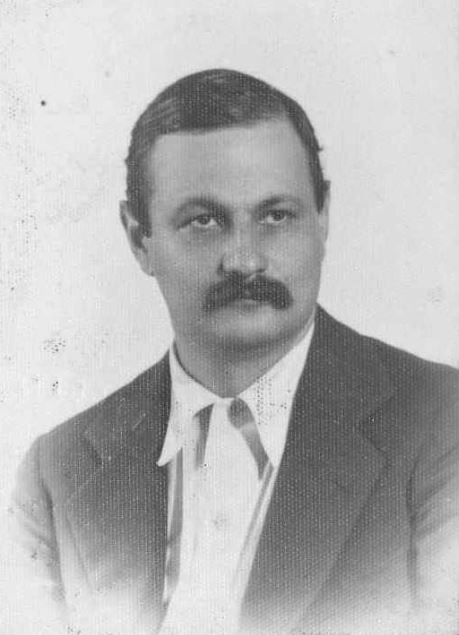
Alexander Lenard (1951)

Alexander Lenard (ungarisch Lénárd Sándor, * 9. März 1910 in Budapest; † 13. April 1972 in Dona Emma, Brasilien) war ein Dichterarzt.

## Leben
Alexander Lenard war das erste Kind des Ehepaares Jenő Lénárd (1878–1924) und Ilona Lénárd, geborene Hoffmann (1888–1938). Sein Vater – er konvertierte 1909 zum evangelischen Glauben – stammte aus einer jüdischen Familie. Sie verließ wegen drohender Verfolgung im Jahr 1920 das damalige Königreich Ungarn und zog nach Wien. Hier lernte er um 1930 Gerda Coste kennen. Das Paar heiratete im Februar 1936 –, im Juli 1936 wurde ihr Sohn Hans-Gerd Lenard geboren. Im Jahr 1937 trennte sich das Ehepaar.
In Wien studierte Lenard das Fach Medizin und absolvierte eine Chirurgieprüfung bei Anton von Eiselsberg. Das Studium konnte er jedoch nicht abschließen, denn nach dem Anschluss Österreichs floh er im Spätsommer 1938 nach Rom. Nach Monaten extremer Armut und sogar Obdachlosigkeit erhielt Lenard von einem deutschen Stomatologen, der Rom als Schiffspassagier verlassen wollte, ein Blutdruckmessgerät geschenkt. Mit dem Blutdruckmessen in Apotheken konnte Lenard erste Einnahmen aus medizinischen Leistungen erzielen. Zugleich begann er, die italienische Sprache zu lernen und dabei waren ihm seine Lateinkenntnisse sehr nützlich. 1942 lernten sich Alexander Lenard und Andrietta Arborio di Gattinara kennen. Ihr Sohn Giovanni Sebastiano Lenard wurde 1946 geboren. Nachdem Lenards erste Ehe geschieden war, heiratete das Paar im Jahr 1950.
Die Frühjahrsoffensive in Italien endete am 2. Mai 1945 mit dem Sieg der Alliierten. In den Jahren der Nachkriegszeit übernahm Lenard in Rom verschiedene Gelegenheitsarbeiten: Er arbeitete als Pathologe bei der Exhumierung gefallener amerikanischer Soldaten, als Arzt des ungarischen Kulturinstituts, als Dolmetscher bei internationalen Konferenzen und auch als Fremdenführer. In seiner freien Zeit lernte Lenard die lateinische Sprache in der Vatikanischen Apostolischen Bibliothek. Zugleich erfolgte von 1947 bis 1950 die Veröffentlichung seiner deutschsprachigen Gedichte in einem römischen Verlag. Über die fast vierzehn Jahre des Aufenthaltes in Rom berichtete Lenard in einem Buch, das 1969 in der ungarischen Sprache unter dem Titel Római történetek erschien.

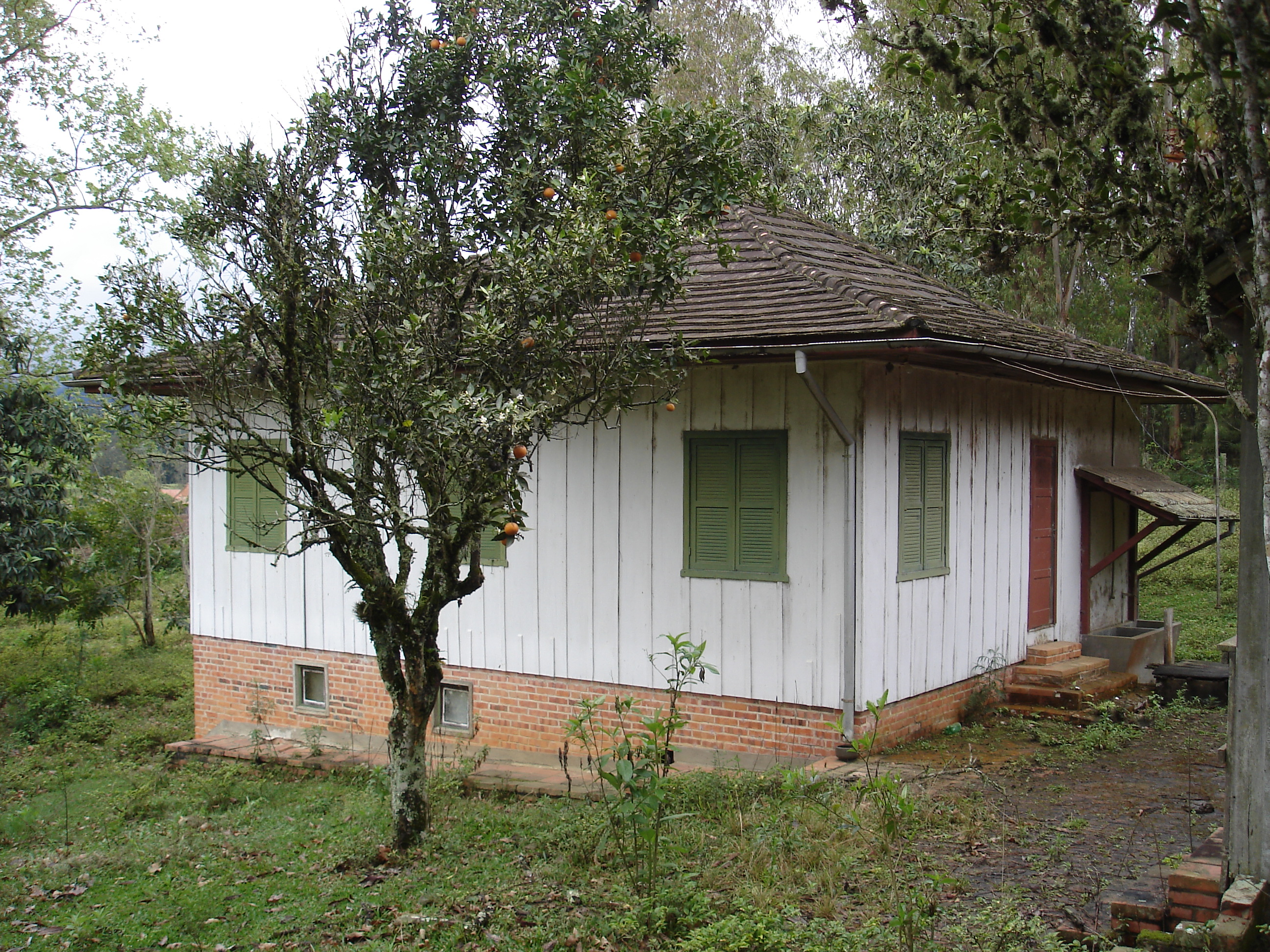
Alexander-Lenard-Haus

Mit Hilfe der Internationalen Flüchtlingsorganisation realisierte Lenard Anfang 1952 die Auswanderung nach  Brasilien. Am 15. Februar 1952 ging die Familie nach einer Schiffsreise von zwei Wochen in Rio de Janeiro an Land. Zunächst arbeitete er ein Jahr lang als Feldscher in der Bleimine eines französisch-brasilianischen Unternehmens. Von 1953 bis 1956 war Lenard in São Paulo bei einem Chirurgen als Assistenzarzt tätig. 1953 ließ er sich dann im südlichen Bundesstaat Santa Catarina in der Kleinstadt Dona Emma nieder, wo er ein Holzhaus erbauen ließ, in dem er als Arzt praktizierte. In einer TV-Quizsendung im Jahr 1956 gewann Lenard auf seinem Spezialgebiet Johann Sebastian Bach den ungewöhnlichen hohen Geldbetrag von 200.000 Cruzeiros. Mit diesem Gewinn finanzierte er den Bau eines neuen Hauses, das den Namen Alexander-Lenard-Haus erhalten hat und das unter Denkmalschutz gestellt wurde.
Ernő Zeltner schreibt, Lenard hatte in dem Haus am Rande des Urwaldes die Erfüllung seines Lebenstraumes gefunden – als Arzt, Gärtner, Schriftsteller, Musiker und Lebensphilosoph. Und die Übersetzung von Pu der Bär ins Lateinische wurde ein großer Erfolg: Der Titel Winnie ille Pu stand 1960 zwanzig Wochen lang auf der Bestsellerliste der New York Times.
Alexander Lenard starb am 13. April 1972 im Alter von 62 Jahren in Dona Emma.

## Veröffentlichungen (Auswahl)

### Ungarische Ausgaben
Die ungarischen Ausgaben sind veröffentlicht unter dem Autorennamen Lénárd Sándor.
- Völgy a világ végén. Magvető, Budapest 1967.
- Egy nap a láthatatlan házban. Magvető, Budapest 1969.
- Római történetek. Magvető, Budapest 1969.
  - Deutsche Ausgabe: Sándor Lénárd: Am Ende der Via Condotti. Aus dem Ungarischen übersetzt und mit einer biografischen Notiz versehen von Ernő Zeltner. Mit einem Nachwort von György Dalos. dtv Verlagsgesellschaft, München 2017, ISBN 978-3-423-28112-6.
- Völgy a világ végén s más történetek. Magvető, Budapest 1973.
- A római konyha. Magvető, Budapest 1986.
- Magyarország kívülről, avagy A túlélés művészete. 1990.
- Egy magyar idegenvezető Bábel tornyában. Typotex, Budapest 2003.
- Családtörténeteim. Levelek fiaimhoz. Typotex, Budapest 2010, ISBN 978-963-279-102-9.

### Deutsche Ausgaben
- Ex Ponto. Gedichte. Tipografia Editrice Italia, Rom 1947.
- Orgelbüchlein. Gedichte. Mit Linolschnitten von Imre Tot. Tipografia Editrice Italia, Rom 1949.
- Andrietta. Gedichte. Tipografia Editrice Italia, Rom 1949.
- Asche. Gedichte. Tipografia Editrice Italia, Rom 1949.
- Die Leute sagen. Gedichte. Mit Holzschnitten von Toni Fiedler. Tipografia Editrice Italia, Rom 1950.
- Zwischen den Geistern und den Utopien. Rom 1951.
- Die Römische Küche. Steingrüben, Stuttgart 1963.
- Die Kuh auf dem Bast. Erinnerungen eines Arztes. Deutsche Verlags-Anstalt, Stuttgart 1963.
- Sieben Tage Babylonisch. Deutsche Verlags-Anstalt, Stuttgart 1964.
- Gedichte und Übersetzungen. Blumenau (Brasilien)  1970.
- Ein Tag im unsichtbaren Haus. Deutsche Verlags-Anstalt, Stuttgart 1970.
- Sándor Lénárd: Am Ende der Via Condotti. Römische Geschichten. Aus dem Ungarischen übersetzt und mit einer biografischen Notiz versehen von Ernő Zeltner und mit einem Nachwort von György Dalos. dtv, München 2017, ISBN 978-3-423-28112-6.

### Englische Ausgaben
- The Valley of the Latin Bear. Mit Zeichnungen des Autors und einem Vorwort von Robert Graves. Dutton, New York 1965, PDF-Datei.

### Italienische Ausgaben
- De officio medici. Contributo alla storia dell’etica medica. Rom 1947.

### Übersetzungen
- A. A. Milne: Winnie ille Pu. Lateinische Übersetzung des englischen Kinderbuchs Winnie-the-Pooh des Autors Alan Alexander Milne. Methuen, London 1960.
  - Deutsche Lizenzausgabe: Winnie ille Pu. Henry Goverts Verlag, Stuttgart 1962.
- Wilhelm Busch: Maxus atque Mauritius. Vita Latina, Avignon Januar 1962, S. 97–109.[11]
- Francisca Sagana: Tristitia Salve. Lateinische Übersetzung des französischen Romans Bonjour tristesse der Autorin Françoise Sagan. Julliard, Paris 1963.
  - Deutsche Liebhaberausgabe: Tristitia Salve. Deutsche Verlags-Anstalt, Stuttgart 1964.